# Piedra Amarilla
Piedra Amarilla är en ort i Mexiko.   Den ligger i kommunen Arandas och delstaten Jalisco, i den centrala delen av landet, 400 km nordväst om huvudstaden Mexico City. Piedra Amarilla ligger 2 079 meter över havet och antalet invånare är 118.
Terrängen runt Piedra Amarilla är varierad. Runt Piedra Amarilla är det ganska glesbefolkat, med 34 invånare per kvadratkilometer. Närmaste större samhälle är San Julián, 14,2 km norr om Piedra Amarilla. I omgivningarna runt Piedra Amarilla växer huvudsakligen savannskog.